# Pekka Brummer
Pekka Aleksander Brummer, född 6 maj 1911 i Joensuu, död 31 maj 1990, var en finländsk läkare.
Brummer, som var son till chefredaktör Onni Brummer och Elsa Matilda Mäkinen, blev student 1929, medicine kandidat 1932, medicine licentiat 1936 samt medicine och kirurgie doktor 1941. Han var assistentläkare vid Stengårds sjukhus medicinska avdelning 1938–1945, blev docent i invärtesmedicin vid Helsingfors universitet 1944, biträdande läkare vid universitetets III medicinska klinik 1945, var avdelningsläkare vid Uleåborgs länssjukhus 1945–1951 och professor i invärtesmedicin vid Åbo universitet 1951–1974. Han var ordförande i sjukhusläkarföreningen 1953–1956, i föreningen för invärtesmedicin i Finland 1956, i Duodecims Åbo-avdelning 1955–1957 och av Medicinalstyrelsens vetenskapliga råd 1962. Han skrev bland annat den akademiska avhandlingen Klinisch-statistische Untersuchungen über die Apoplexie des Gehirnes und seiner Häute (1941).